# تور سوپر-ایتالی
تور سوپر-ایتالی (انگلیسی: Tour Super-Italie) ساختمان مسکونی ۳۸ طبقه مستقر در منطقه ۱۳ پاریس است، که پروژه ساخت آن در سال ۱۹۷۰ آغاز شد و در سال ۱۹۷۴ به بهره‌برداری رسید.